# 莫羅縣 (俄勒岡州)
莫羅縣（英語：Morrow County）是美国俄勒冈州北部的一個縣，北隔哥倫比亞河與华盛顿州相望，面積5,307平方公里。根據2020年美國人口普查統計，共有人口12,186人。縣治赫普納（Heppner）。該縣1884年2月15日設區置縣，縣名紀念當地第一批白人殖民者之一、在立縣時為俄勒岡領地議員的傑克森·李·莫羅（Jackson Lee Morrow）。